# Mamadi Diané
Mamadi Melameka Diané (Washington, 9 novembre 1986) è un ex cestista statunitense con cittadinanza guineana naturalizzato ivoriano.

## Carriera
Con la Costa d'Avorio ha disputato i Campionati africani del 2011.